# Lalage maculosa
Lalage maculosa е вид птица от семейство Campephagidae.

## Разпространение
Видът е разпространен във Вануату, Ниуе, Самоа, Соломоновите острови, Тонга, Уолис и Футуна и Фиджи.